# Toyota Material Handling
A Toyota Material Handling az egyik vezető vállalat az anyagmozgatás, raktározás és az ehhez kapcsolódó tevékenységek területén.
A cég a Toyota ellensúlyos targoncák és BT raktári berendezések teljes választékát kínálja, a hozzá tartozó karbantartási, illetve teljes körű szervizszolgáltatással együtt. A TMHE 2006-ban kezdte meg működését, mely a Toyota és a BT európai anyagmozgatási tevékenységeit egyesíti. 
A vállalat az új gépek értékesítése mellett olyan szolgáltatásokat nyújt, mint a rövid vagy hosszú távú bérlet, a flottakezelés, állványrendszer tervezés, szállítás, szerelés, az anyagmozgatással, raktározással kapcsolatos tanácsadás, a targoncavezető-képzés és vizsgáztatás valamint a használt targonca felújítás, értékesítés.

## Szervezeti felépítés

### A Toyota Material Handling Europe
A TMH több mint 60 éve van jelen az anyagmozgatás területén.
A Toyota Material Handling a világ több mint 30 európai országában működik. Székhelye Svédországban, egy másik központi hivatal pedig Brüsszelben található. Három európai gyártóközpont teszi lehetővé, hogy minden egyedi és általános igényt helyi szinten lehessen megoldani: Ancenis (Franciaország), Bologna (Olaszország) és Mjölby (Svédország). A több mint 5000 szerviz mérnökből, 8000 alkalmazottból, hálózatfüggetlen kereskedőkből és forgalmazókból álló TMHE a Toyota Material Handling Group (TMHG) tagja.

### Toyota Material Handling Group
A Toyota Material Handling Europe a TMHG regionális szervezete.

### Toyota Industries Corporation
A Toyota Industries Corporation-t (TICO) 1926-ban alapította Japán “feltalálás mestere”, Sakichi Toyoda. A textiliparban kezdte meg működését 1933-ban, azonban 1956-ban értékesítette az első targoncát.
A 2012-es pénzügyi évben a TICO realizált forgalma körülbelül 14 milliárd euró. Ugyanebben az időszakban a TICO több mint 184.000 targoncát értékesített.
A TICO-nak ma 4 fő üzleti egysége van: az autóipari, az anyagmozgatási, a textilipari berendezéseket gyártó és az elektronikai. A TICO Világelső az anyagmozgatás területén és 28. a Fortune magazin 2007-es „The world's most admired corporations” listáján.

### Toyota Material Handling Hungary
A Toyota Material Handling Hungary a Toyota ellensúlyos targoncák és BT raktári berendezések teljes választékát kínálja, a hozzá tartozó szervizszolgáltatással és komplett megoldásokkal együtt. A Toyota ellensúlyos és a BT raktári targoncák magyarországi, értékesítése illetve szervizelése a 80-as évek végétől különálló forgalmazókon keresztül történt. 
1998-tól kezdve a BT, valamint 2007-et követően  a Toyota (TMHHU) is saját vállalatán keresztül végezete tevékenységét. 2008-ban TMHHU mint a Toyota saját vállalata és a BT tulajdonosa a raktári targoncák értékesítését is átvette.

## Toyota Material Handling története
| Év   | Főbb mérföldkövek                                                                                      |
| ---- | --- |
| 1926 | cégalapítás a Toyoda Automatic Loom Works (később Toyota Industries Corporation)                       |
| 1946 | a BT megalapítása                                                                                      |
| 1948 | az első BT béka                                                                                        |
| 1954 | az első BT szolgáltató központok Svédországban                                                         |
| 1956 | az első Toyota targonca gyártása                                                                       |
| 1958 | BT kézi targonca                                                                                       |
| 1965 | Európában eladták az első Toyota targoncát                                                             |
| 1968 | Megnyílt a BT gyár Svédországban (Mjölby)                                                              |
| 1978 | vezető nélküli teherautó                                                                               |
| 1983 | BT megkezdte a 48V-os tolóoszlopos targoncák értékesítését                                             |
| 1987 | Toyota Industrial Equipment SA (TIES) megkezdte a targoncák összeszerelését Franciaországban (Ancenis) |
| 1996 | Ancenisben megkezdődött a targoncák termelése                                                          |
| 2000 | BT Industries egyesült a Toyota-val                                                                    |
| 2001 | Race Ties által tanúsított ISO 14001                                                                   |
| 2001 | a Toyota Industries Corporation az anyagmozgatásban az első számú céggé lépett elő                     |
| 2004 | Mjölby megkapta az ISO 14001tanúsítványt                                                               |
| 2005 | létrejött a Toyota Material Handling                                                                   |
| 2005 | a Toyota a CeMAT kiállításon bemutatta az első hidrogén üzemanyagcellás jármű prototípusát             |
| 2006 | az olasz gyár (Bologna) ISO 14001 tanúsítványt szerzett                                                |

## Toyota Filozófia

### Toyota Way
A Toyota Way a Toyota által képviselt út, a cég történelmének része és egyfajta iránymutatás a jövőre vonatkozóan.  Öt alapvető érték fejezni ki a Toyota csoport közös értékeit, amelyet a Toyota csoport összes tagja minden szinten érvényesít. A legfontosabb elemek a folyamatos fejlődés, a csapatmunka és a tisztelet. Többek közt ezekre az elvekre épült Toyota Production System TPS.

### Élet-és munkakörülmények
A TMHE üzleti gyakorlatának az alapját a környezet iránti felelősség adja.  A TMHE aktívan részt vesz olyan tevékenységekben, amelyek célja, hogy minimalizálják az ipari termelés, valamint az előállított termékek felhasználásának káros következményeit.
Toyota olyan autókat és targoncákat fejleszt, amelyek csökkentett üzemanyag-fogyasztás mellett működnek, újrahasznosítható anyagokból készülnek és biztonságosak. Miután a minőségi és tartós járművek élettartama megnövekedett, kevesebb termelési ciklusra van szükség, amely kevesebb hulladékot termel.
Minden Toyota Material Handling gyár rendelkezik ISO 9001, ISO 14001 és OHSAS 18001 minősítéssel.

## Jelentős innováció

### Az első béka és raklapok
A BT márka eredeti tulajdonosa az AB Byggekonomi kiterjedt kiskereskedelmi üzlet hálózatot működtetett és élelmiszereket, valamint egyéb háztartási cikkeket forgalmazott. Az első kézi raklapemelő modellt 1948-ban fejlesztették ki és értékesítették.
A BT és a svéd vasúttársaság közös erőfeszítésének köszönhetően 1949-ben meghatározták a szabvány raklap méretét (800 x 1200 mm).

### Toyota SAS (System of Active Stability)
Az ún. Toyota SAS rendszer figyeli a jármű a viselkedését használat közben, elsősorban az első és az oldalsó stabilitást. Ez képes kiküszöbölni a kezelői hibájából, figyelmetlenségéből adódó végzetes baleseteket, ugyanakkor rendkívül ergonomikus munkahelyet biztosít a vezetőnek.

### Hátsó híd stabilizátor
Ha a targonca bizonyos manőverek, pl. kanyarodás közben veszélyes mértékben megbillen, akkor a hátsó tengely automatikusan lezár. A súlypont megváltoztatása megakadályozza, hogy a targonca az oldalára boruljon.

### Sebességcsökkentés kanyarodáskor
Ha a biztonsági rendszer úgy érzékeli, hogy a háromkerekű targonca túl gyorsan kanyarodik, akkor automatikusan lelassítja a járművet.

### Oszlopdöntés vezérlés
A rendszer szabályozza a sebességet és a homlokvilla dőlésszögét, hogy elkerülhető legyen a kezelt anyag sérülése.

### Villaállítás
Egyetlen gomb megnyomásával automatikusan vízszintes helyzetbe hozható a homlokvilla.

### BT Pro Lifter
Ez az innovatív mechanizmus lehetővé teszi, hogy a kezelő egy vezérlőkar segítségével könnyedén elindíthassa a kézi palettázó. A béka megindításához szükséges erő az 1/3-ára csökkent.

### BT targoncák, dönthető fülke és a TLC
A vezetőnek a rakományt több mint 11 méter magasságban is ellenőriznie kell, miközben a kabinban ül. Ennek eredményeképpen folyamatosan a nyak túlzott igénybevétele, amely igen kellemetlen munkakörülményeket teremt.
A BT a kilencvenes évek elején kifejlesztett egy koncepciót a targonca vezetőfülkéjének döntésére, amely tehermentesíti a vezetőt és így növeli a termelékenységet. A dönthető fülkével felszerelt, szabványos BT Reflex modell gyártása 1995-ben indult be.

### A csuklós kormányzású, darázsderekú BT Vector
A különféle anyagok kezelése és tárolása Európa-szerte egyre inkább szűk folyosókon és nagy magasságban történik, hiszen a lehető legjobban kell kihasználni a rendelkezésre álló területet és a raktár magasságát. 
A BT Vector egyedi jellemzőinek köszönhetően még kisebb területet foglal el az amúgy is szűkre szabott folyosókon, az ezáltal felszabadult helyre további raklapokat és termékeket lehet elhelyezni, amely pénzügyi szempontból igen jelentős előnyt jelent a cégek számára.

## Külső hivatkozások
- http://www.toyota-forklifts.hu/ - Toyota Material Handling Hungary hivatalos honlapja (magyar)
- https://web.archive.org/web/20170616202433/http://palettaszallito.hu/ – Toyota Webshop (magyar)
- http://www.toyota-forklifts.eu/ - Toyota Material Handling Europe hivatalos honlapja (angol)
- http://www.toyota-industries.com/corporateinfo/history/ - TICO története (angol)